# 어부

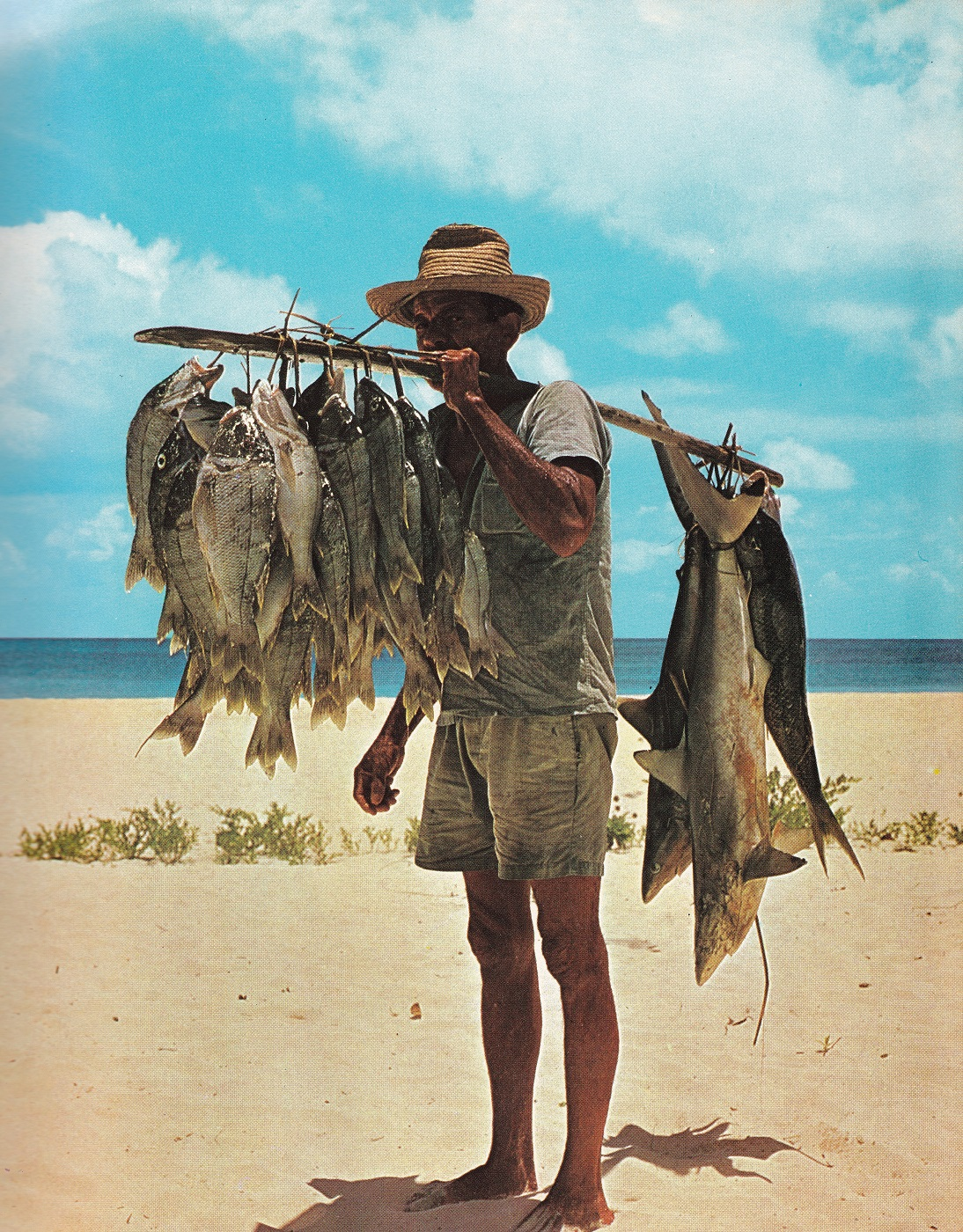

어부(漁夫, 문화어: 어부)는 어업에 종사하는 사람을 말한다. 어부라고 해서 반드시 고기잡이만 하는 것은 아니며, 양식업에 종사하거나 농업종사도 같이 하는 이들도 있다.

## 문학 속의 어부
신약성서의 복음서에는 어부 베드로가 예수에게 "사람을 낚는 어부"로 부름을 받은 후 12재자중 1명이 되며, 헤밍웨이의 문학 작품인 노인과 바다에 나오는 주인공 산티아고는 어부이다.

## 어부를 직업으로 한 인물
- 로스트 - 권진수
- 완소오, 완소이, 완소칠

## 같이 보기
- 어로
- 수산양식
- 수산업